# مقاطعة كارلتون (مينيسوتا)
مقاطعة كارلتون (بالإنجليزية: Carlton County)‏ هي إحدى مقاطعات ولاية مينيسوتا في الولايات المتحدة الأمريكية.